# 王玉鹏
王玉鹏（1965年3月—），男，山东德州人，中华人民共和国物理学家，曾任中国科学院物理研究所所长，中国物理学会副理事长、秘书长，第十三届全国政协委员。